# Dresden Freiberger Straße (železniční zastávka)
Dresden Freiberger Straße je stanice S-Bahn Dresden v Drážďanech. Tato železniční zastávka leží v centru města Drážďan na trati Děčín – Dresden-Neustadt naproti Světovému obchodnímu centru, nedaleko hlavního nádraží (Dresden Hauptbahnhof).
V rámci rekonstrukce tratě mezi stanicemi Dresden-Neustadt a Dresden Hauptbahnhof od roku 2001 byla postavena i nová zastávka Dresden Freiberger Straße pro vlaky S-Bahnu. S touto stanicí získala městská část Löbtau přístup na systém městských rychlodrah. Dne 12. prosince 2004 byl nakonec zahájen provoz na této stanici.
Stanice disponuje 140metrovým zastřešeným nástupištěm s dvěma kolejemi i bezbariérovým přístupem ve tvaru výtahu. Obsluhují ji linky S1 a S2. Nástupiště je dostupné tunelem vedoucím podél silnice. V přednádražním prostoru u východu se nacházejí dvě moderně vybavené tramvajové zastávky, na nichž zastavují linky 7, 10 a 12, zajištující rychlé spoje do jádra města.